# عبد الرحمن الطميحي
عبد الرحمن ناصر الطميحي، لاعب كرة قدم سعودي.

## مسيرة اللاعب
لعب سابقاً في نادي النهضة ونادي النور.